# Associação Atlética Uirapuru
Associação Atlética Uirapuru, ou apenas Uirapuru, é um clube de futebol brasileiro sediado em Cuiabá, no estado de Mato Grosso. Fundado em 13 de fevereiro de 1975, atualmente disputa a Segunda Divisão Mato-Grossense.

## História
A Associação Atlética Uirapuru foi fundada em 13 de fevereiro de 1975, em Cuiabá, Mato Grosso, com o objetivo de promover a inclusão social e o desenvolvimento esportivo de crianças e jovens da região. Ao longo das décadas, a instituição consolidou-se como um importante celeiro de talentos, revelando atletas em diversas modalidades esportivas, como futebol, atletismo e natação. Em 2025, o clube realizou uma importante transição ao se tornar uma Sociedade Anônima do Futebol (SAF), passando a disputar a Segunda Divisão do Campeonato Mato-Grossense, ampliando sua presença no futebol profissional do estado.

## Estatísticas
|  | Participações em 2025 |

| Competição  | Competição | Temporadas | Melhor campanha      | Estreia | Última | P | R |
| Mato Grosso | 2º Divisão | 1          | Primeira Fase (2025) | 2025    | 2025   | – |   |